# Fabia gens
A Fabia gens híres patricius nemzetség volt az ókori Rómában, a korai köztársasági időkben. Híres tagjai voltak például Quintus Fabius Maximus Verrucosus Cunctator, dictator a pun háborúk idején, és Fabius Rusticus történetíró.